# Tweede Kamerverkiezingen 2021/Kandidatenlijst/SP
Dit is de lijst van kandidaten van de Socialistische Partij (SP) voor de Nederlandse Tweede Kamerverkiezingen van 17 maart 2021.

## Achtergrond
De concept-lijst werd op 21 september 2020 bekendgemaakt door de partij. Tijdens een partijcongres van 12 december 2020 werd de kandidatenlijst definitief.
Fractievoorzitter Lilian Marijnissen werd op 20 juni 2020 door de partijraad van de SP voorgedragen als lijsttrekker. Er waren geen tegenkandidaten. Op het partijcongres van 12 december 2020 werd dit bekrachtigd, met driekwart van de stemmen voor en een vijfde tegen.
De SP haalde 623.371 stemmen. Hiervan ging 66,8 procent naar lijsttrekker Marijnissen en 23,1 procent naar tweede op de lijst Renske Leijten. Er werden negen zetels behaald, waarmee de SP de vijfde partij werd. In vergelijking met de Tweede Kamerverkiezingen 2017 verloor de partij vijf zetels.

## De lijst

### Landelijke kandidaten

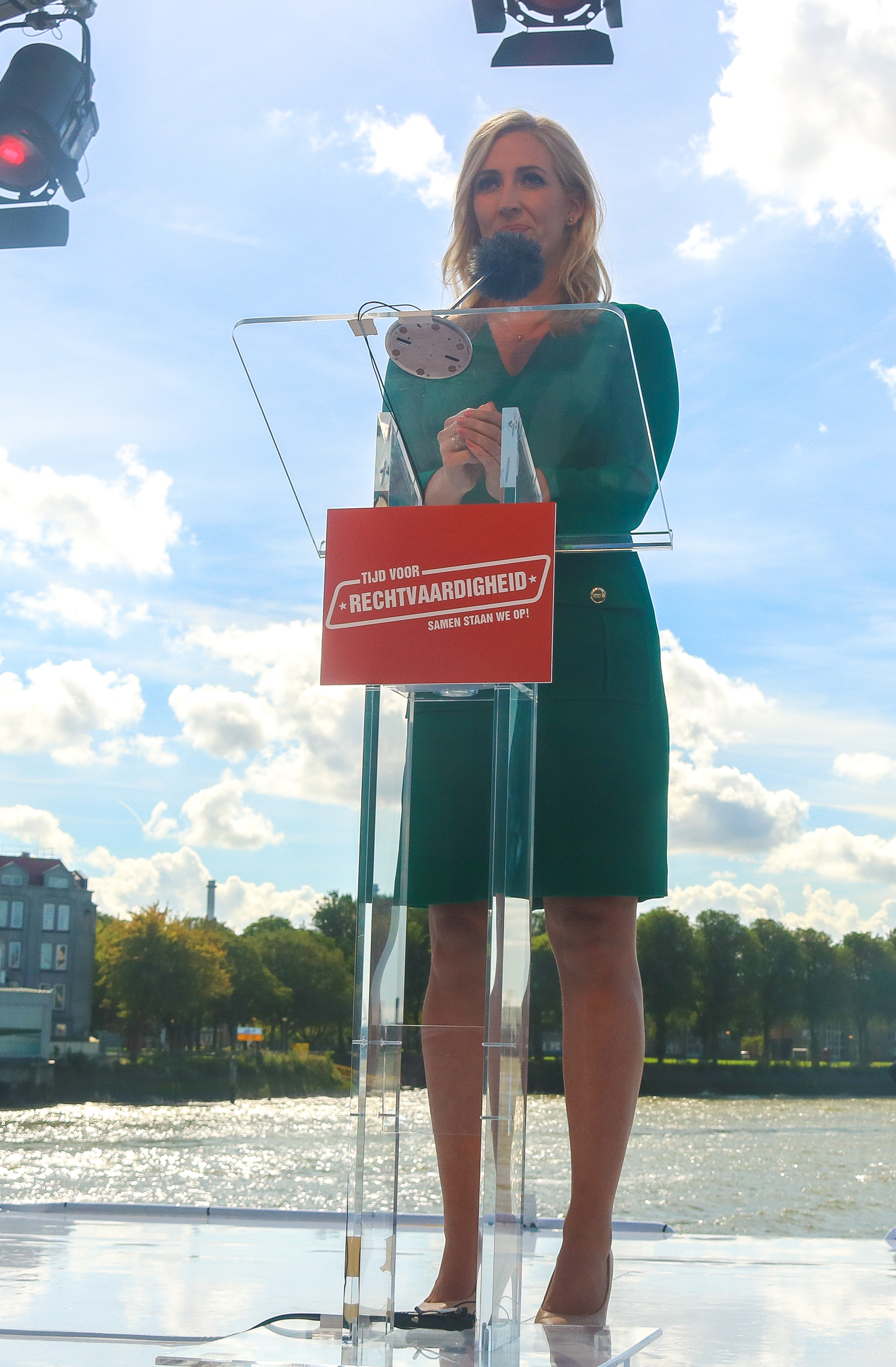
Lijsttrekker Lilian Marijnissen in 2018

De kandidaten op de plaatsen 1 tot en met 40 en twee lijstduwers op plaatsen 49 en 50 waren in iedere kieskring gelijk. De eerste negen kandidaten op de lijst werden na de verkiezingen van 2021 beëdigd in de Tweede Kamer.
Vanaf maart 2023 vervangt Frank Futselaar tijdelijk Jasper van Dijk, die wegens ziekte afwezig is. Maarten Hijink nam in april 2023 afscheid van het parlement. Hij werd opgevolgd door Jimmy Dijk. Op 1 juli 2023 kondigde Renske Leijten haar vertrek aan. Zij werd op 5 juli 2023 opgevolgd door Nicole Temmink.
| Plek | Naam                    | Woonplaats          | Geb. jaar | Stemmen | Gekozen |
| ---- | ----------------------- | ------------------- | --------- | ------- | ------- |
| 1.   | Lilian Marijnissen      | Oss                 | 1985      | 416.690 | Vinkje  |
| 2.   | Renske Leijten          | Haarlem             | 1979      | 143.924 | Vinkje  |
| 3.   | Mahir Alkaya            | Amsterdam           | 1988      | 4.470   | Vinkje  |
| 4.   | Michiel van Nispen      | Breda               | 1982      | 2.264   | Vinkje  |
| 5.   | Maarten Hijink          | Amersfoort          | 1983      | 1.489   | Vinkje  |
| 6.   | Sandra Beckerman        | Groningen           | 1983      | 11.049  | Vinkje  |
| 7.   | Peter Kwint             | Amsterdam           | 1984      | 3.252   | Vinkje  |
| 8.   | Bart van Kent           | Den Haag            | 1983      | 599     | Vinkje  |
| 9.   | Jasper van Dijk         | Utrecht             | 1971      | 1.338   | Vinkje  |
| 10.  | Jimmy Dijk              | Groningen           | 1985      | 1.757   |         |
| 11.  | Sunita Biharie          | Apeldoorn           | 1980      | 5.953   |         |
| 12.  | Hanne Drost             | Den Haag            | 1987      | 1.867   |         |
| 13.  | Nicole Temmink          | Zwolle              | 1987      | 2.370   |         |
| 14.  | Murat Memiş             | Eindhoven           | 1988      | 1.364   |         |
| 15.  | Sarah Dobbe             | Arnhem              | 1979      | 1.810   |         |
| 16.  | Hans Boerwinkel         | Doetinchem          | 1965      | 851     |         |
| 17.  | Fenna Feenstra          | Groningen           | 1970      | 1.922   |         |
| 18.  | Nina de Ridder          | Beverwijk           | 1987      | 1.157   |         |
| 19.  | Frank Futselaar         | Zwolle              | 1979      | 457     |         |
| 20.  | Bert Peterse            | Rotterdam           | 1983      | 562     |         |
| 21.  | Martijn Stoutjesdijk    | Zaltbommel          | 1989      | 245     |         |
| 22.  | Tiers Bakker            | Amsterdam           | 1969      | 199     |         |
| 23.  | Jordy Clemens           | Heerlen             | 1986      | 1.725   |         |
| 24.  | Sara Murawski           | Amsterdam           | 1987      | 889     |         |
| 25.  | Gerrie Elfrink          | Arnhem              | 1974      | 223     |         |
| 26.  | Arnout Hoekstra         | Vlaardingen         | 1984      | 306     |         |
| 27.  | Michel Verschuren       | Breda               | 1984      | 214     |         |
| 28.  | Lieke van Rossum        | Delft               | 1982      | 607     |         |
| 29.  | Lies van Aelst          | Gorinchem           | 1988      | 353     |         |
| 30.  | Bram Roovers            | Den Bosch           | 1999      | 297     |         |
| 31.  | Marloes Piepers         | Nijmegen            | 1981      | 745     |         |
| 32.  | Erik Flentge            | Amsterdam           | 1967      | 66      |         |
| 33.  | Hans van Hooft (jr.)    | Nijmegen            | 1966      | 184     |         |
| 34.  | Eric van den Broek      | Boxtel              | 1971      | 247     |         |
| 35.  | Iris van de Kolk        | Alphen aan den Rijn | 1993      | 352     |         |
| 36.  | Sebastiaan van den Hout | Rijswijk            | 1993      | 60      |         |
| 37.  | Thomas van Halm         | Leiden              | 1994      | 145     |         |
| 38.  | David de Vreede         | Almere              | 1990      | 279     |         |
| 39.  | Arda Gerkens            | Haarlem             | 1965      | 126     |         |
| 40.  | Spencer Zeegers         | Uden                | 1954      | 232     |         |
| 49.  | Ronald van Raak         | Amsterdam           | 1969      | 325     |         |
| 50.  | Emile Roemer            | Boxmeer             | 1962      | 2.550   |         |

### Regionale kandidaten
De kandidaten op plaatsen 41 tot en met 48 verschilden per cluster van kieskringen.
Kieskringen Groningen / Leeuwarden / Assen / Zwolle:
Angelique Schoonewille, Jan Broekema, Ramon Vos, Robert Bos, Annelies Futselaar, Henk Hensen, Lian Veenstra, Mariska ten Heuw
Kieskringen Lelystad / Nijmegen / Arnhem / Utrecht:
Annet Belt, Willeke van Ooijen, Gonnie Oosterbaan, Petra Molenaar, Denise van Sluijs, Anne-Marie Mineur, Mathijs ten Broeke, Paulus Jansen.
Kieskringen Amsterdam / Haarlem / Den Helder:
Remine Alberts, Wim Hoogervorst, Sibel Özen-Özoğul, Heidi Lascaris-Bouhlel, Jakob Wedemeijer, Eric Smaling, Ruud Kuin, Laurens Ivens
Kieskringen  's-Gravenhage / Rotterdam / Dordrecht / Leiden / Bonaire:
Roos van Gelderen, Lesley Arp, Taylan Cicek, Iván Beij, Lenny Roelofs, Dennis de Jong, Theo Coşkun, Remi Poppe
Kieskringen Middelburg / Tilburg / 's-Hertogenbosch / Maastricht:
Anja Goossens, Nico Heijmans, Marianne de Leeuw, Henri Swinkels, Cynthia Smeets, Alexander Vervoort, Erik de Vries, Sem Stroosnijder
VVD · PVV · CDA · D66 · GroenLinks · SP · PvdA · ChristenUnie · Partij voor de Dieren · 50PLUS · SGP · DENK · FVD · BIJ1 · JA21 · Code Oranje · Volt · NIDA · Piratenpartij · LP · JONG · Splinter · BBB · NLBeter · LHK · OPRECHT · JEZUS LEEFT · TROTS · UCF · Lijst 30 · PvdE · DFP · VSN · WZNL · Modern Nederland · De Groenen · PvdR
1977 · 1981 · 1982 · 1986 · 1989 · 1994 · 1998 · 2002 · 2003 · 2006 · 2010 · 2012 · 2017 · 2021 · 2023